# 1. прњаворска лака пјешадијска бригада
Прва прњаворска лака пјешадијска бригада је била једна од јачих јединица Војске Републике Српске, у саставу Првог крајишког корпуса.

## Историја
Стварана у ратном вихору, стасала у најжешћим борбеним окршајима, формирана је 26. маја 1992. по наредби генерала Момира Талића. Бригадом је командовао пуковник Владо Живковић. Кроз бригаду је прошло 4.063 бораца, од којих је 216 погинуло, а 27 се воде као нестали. Учествовала је у борбама на 43 ратишта. Највеће губитке је претрпила на озренском ратишту. Бригада је издавала и свој лист „Борац“.

## Ратни пут

### 1992.
Почео је рат на ратиштима Западне Славоније, а само нешто мало касније и на границама Прњаворске општине, на Дервентском ратишту. Тадашњи одред Територијалне одбране, након склопљеног примирја на Славонском ратишту, ушао је у састав бригаде као 1. батаљон, а у састав новоформираног 2. батаљона ушла је Поточанска чета која је већ имала искуства на Бијелом брду. Бригада је у саставу Војске Републике Српске и под непосредном командом Првог крајишког корпуса. Готово у ходу, бригада је кренула на извршавање нових борбених задатака. Прво на Церу (Мишинци), а по завршетку операције, по наредби више команде у Модричу, гдје учествује у пробоју Коридора. Задатак је поново успјешно обављен. Настављене су борбе према ријеци Босни, слиједи ослобађање Оџака и Пруда. Бригада је овдје први пут комплетна избила на ријеку Саву.
Стање на Бродском ратишту веома је сложено. По наредби команде 1. Крајишког корпуса бригада одлази на, по ратним дејствима познати, Ободни канал. Непријатељ је дејствовао свим расположивим средствима. Ипак, противнападом ослобођено је Збориште. Бригада је стигла у Сијековац, а и сам градић Брод је ослобођен.
Прњаворска бригада суделује у операцији Врбас, гдје у завршним борбама ослобађа град Јајце октобра 1992.
У новембру Прњаворчани одлазе на Теслићко ратиште, а због изузетног стања на Озрену 70 бораца ове бригаде упућено је на Возућу, гдје се зауставља продор непријатеља.

### 1993.
Бригада 1993. годину дочекује на Добојском ратишту, већ у фебруару је упућена на Брчанско ратиште (Омербеговача, Врановача), а касније и на Улице; овдје је остала пуних 8 мјесеци.
По наређењу команде корпуса, бригада 3. октобра 1993. одлази на Бенковачко ратиште у Републику Српску Крајину, гдје проводи три ратна мјесеца. Бригада касније креће опет на Добојско ратиште (Станови), гдје пробија непријатељску линију и заробљава више непријатељских војника, наоружања и ратне технике.

### 1994.
Већ почетком 1994. бригада поново одлази на Теслићко ратиште (Црна Ријека). Оперативна група Добој наређује да један батаљон крене правцем Црна Ријека – Хаткина Њива – Нови Шехер – Перковићи – Радунице – Тромеђа и заузме положаје на линији Деветинско Брдо – Глобарице – Брадић Горњи. По наређењу ОГ Добој бригада је из Црне Ријеке извршила марш и запосјела линију одбране на десној обали ријеке Босне, гдје је поново организовала јаку одбрану и спречавала продор непријатеља према Добоју. Бригада овдје остаје 3 мјесеца.
На Озренско - Возућком ратишту непријатељ поново напада на српске линије одбране. У рејон Свињашнице 17. јуна 1994. године одлазе Вукови са Вучијака који су у саставу другог батаљона, а касније и цијела бригада је упућена на линију Подсјелово – Озрен. Током 1994. године непријатељ напада све жешће и јаче, али прњаворска бригада не посустаје и успјешно са другим јединицама војске Републике Српске слама сваку офанзиву и нападе 2. и 3. корпуса АРБиХ као и одреда Ел муџахедин.

### 1995.
Ова ратна година је за Прњаворску бригаду била веома трагична на Озренско – Возућком фронту.
Дана 27. маја у кодној акцији Прољеће и 21. јула у акцији Прољеће 1, бригада је доживјела страховите губитке у рејону Подсјелова. Биле су то јако тешке и крваве борбе; преко 100 српских бораца из Прњавора је погинуло, а многи се и данас воде као нестали; почињена су стравична убиства над заробљеним борцима од стране злогласног одреда Ел муџахедин.
У августу мјесецу Прњаворска бригада одлази на Новоградско ратиште у рејон Туњица, гдје са осталим јединицама Војске Републике Српске и Полиције брани Нови Град. 18. и 19. септембра учествује у заустављању операције Хрватске војске Уна 95, те у контраофанзиви наноси велике губитке Хрватској војсци.
По завршетку овог задатка и одбацивања непријатеља даље од граница Републике Српске, бригада се враћа на Теслићко ратиште у рејон села Витковци, гдје ће и остати до завршетка ратних сукоба у БиХ.

## Структура бригаде
- 1. Пјешадијски батаљон
- 2. Пјешадијски батаљон
- 3. Пјешадијски батаљон
- Чета Војне полиције
- Чета Извиђача
- Вод минобацача 82 мм
- Вод минобацача 120 мм

## Оружје
Оружје које су користили борци било је:
Аутомати
M70
Застава М92
M80,M77,M77 Б1
Пушкомитраљези
- Застава M72
  - Застава М84
  - Митраљези:
    - Застава M84
      - M53
      - Застава M87
        - Зорка

      - Снајперске пушке:
        - Застава M76
          - Застава M91

- Полуаутоматске пушке:
- Застава M59/66

Употребљавано је углавном оружје преостало од ТО Прњавор али коришћено је и оружје хрватске војске и војске босанских Муслимана.

## Наоружање
- T-34
- БОВ-1
- БОВ-3
- Т-55
- M-84

| М-56 105 мм |

ЗСУ-57-2
| М87 Оркан |

М77 Огањ
- М53/59 Прага
- Д-30 122 мм
- М-46 130 мм

| МТ-ЛБ |

БТР-50ПК
- БТР-60

| БОВ-ВП |

БВП М-80
| Минобацачи |
| ---------- |

М69 82 мм
М74/75 120 мм